# Бредечешть
Бредечешть, Бредечешті (рум. Brădăcești) — село у повіті Вранча в Румунії. Входить до складу комуни Нережу.
Село розташоване на відстані 147 км на північ від Бухареста, 39 км на захід від Фокшан, 109 км на захід від Галаца, 83 км на схід від Брашова.

## Населення
За даними перепису населення 2002 року у селі проживали 280 осіб, усі — румуни. Усі жителі села рідною мовою назвали румунську.